# Ruthenium(IV)oxide
Ruthenium(IV)oxide (RuO2) is een oxide van het transitiemetaal ruthenium. De stof komt voor als blauw-zwarte reukloze vaste stof, die onoplosbaar is in water. Het komt ook voor als hydraat.

## Synthese
Ruthenium(IV)oxide kan bereid worden door oxidatie van elementair ruthenium met een stoichiometrische equivalent zuurstofgas:
{\displaystyle {\ce {Ru + O2 -> RuO2}}}
Daarnaast kan het bereid worden door oxidatieve hydrolyse van rutheniumhalogeniden:
{\displaystyle {\ce {4RuCl3 + O2 + 6H2O -> 4RuO2 + 12HCl}}}
Alternatieve methoden zijn
- Chemical vapor deposition van een geschikte rutheniumverbinding[1]
- Elektrodepositie van een oplossing van gehydrateerd ruthenium(III)chloride[2]

## Kristalstructuur en eigenschappen
Ruthenium(IV)oxide neemt een tetragonale kristalstructuur aan, vergelijkbaar met die van titanium(IV)oxide of rutiel, alsook tal van andere metaaloxiden. Door zijn structuur vormt de verbinding gemakkelijk hydraten. Deze hydraten zijn kristallijn en bezitten een blauwe kleur. Ruthenium(IV)oxide behoort tot ruimtegroep P42/mnm.
Door diens oxiderende eigenschappen reageert ruthenium(IV)oxide zeer heftig met reductoren.

## Toepassingen
Ruthenium(IV)oxide wordt zeer uitvoerig aangewend bij de coating van titaniumanoden voor de elektrolytische productie van chloorgas en de fabricage van weerstanden en geïntegreerde schakelingen.
De vaste stof wordt gebruikt voor het doperen van cadmium(II)sulfide, omdat dit optreedt als fotokatalysator bij de splitsing van waterstofsulfide. Dit kan gebruikt worden bij het verwijderen van dit gas in olieraffinaderijen en andere industriële installaties. Daarbij komt waterstofgas vrij, dat kan gebruikt worden bij de productie van ammoniak en methanol.
Ruthenium(IV)oxide wordt verder gebruikt als hoofdcomponent in de katalysator bij het Deacon-proces, waarbij waterstofchloride wordt geoxideerd tot chloorgas.

## Toxicologie en veiligheid
Ruthenium(IV)oxide is op zich weinig toxisch, doordat het onoplosbaar is in water. Oxidatie kan echter leiden tot vorming van het zeer toxische en vluchtige ruthenium(VIII)oxide.
De stof is irriterend voor de huid, de ogen en de slijmvliezen.